# Wretched and Divine: The Story of the Wild Ones
Wretched and Divine: The Story of the Wild Ones é o terceiro álbum de estúdio da banda de rock americana Black Veil Brides. Foi lançado pela Lava Records/Universal Republic Records em 8 de janeiro de 2013.
A pré-venda para o álbum tornou-se disponível para download no iTunes no Dia das Bruxas, 31 de outubro de 2012. A faixa "In the End" é o principal single do álbum, foi oferecida para download imediato a todos que pré-ordenaram o álbum a partir do iTunes depois de 31 de outubro. Wretched and Divine é um álbum conceitual, com elementos de ópera rock e spoken word.

## Estilo
O estilo do álbum foi descrito como hard rock, heavy metal e glam metal, o álbum também apresenta elementos de gothic rock, spoken word, punk rock e música sinfônica. O álbum também apresenta orquestração.

## Arte do álbum
A arte da capa de Wretched and Divine: The Story of the Wild Ones foi pintada por Richard Villa - artista de longa data - que também pintou a arte da capa de We Stitch These Wounds, ("Perfect Weapon"), Set the World on Fire, "Fallen Angels" e Rebels.
A arte da capa mostra uma criança solitária - segurando o pentacharme Black Veil Brides - enfrentando o exército de F.E.A.R., representante de um impasse no estilo Davi e Golias. Na capa da Ultimate Edition, o céu está escuro e nublado, dando uma iluminação mais dramática.

## Lançamento e promoção
O Black Veil Brides começou a liberar detalhes e teasers do Wretched and Divine quase um ano antes da data de lançamento do álbum:
Os guitarristas Jinxx e Jake disseram á Chris Droney em uma entrevista para Glasswerk National que a banda estava constantemente escrevendo novas músicas, e estava pensando em gravar seu próximo álbum em abril de 2012.  Em 18 de fevereiro, Jake postou em seu Tweeter: "Coisas incríveis. Esta próxima gravação está indo para chutar seus traseiros". Em 2 de maio, o Black Veil Brides anunciou: "A partir de hoje, começamos oficialmente a gravar nosso novo álbum que será lançado em 30 de outubro". Em 4 de setembro, Andy anunciou que tinha terminado a gravação do novo álbum: "Bem, o acompanhamento foi oficialmente embrulhado para o novo álbum! Ainda há algumas coisas para terminar, mas eu estou tão feliz, animado, e orgulhoso deste álbum!".
Andy disse em uma entrevista no Download Festival que "Nós temos três músicas rastreadas. Nós estabelecemos um prazo de final de agosto para terminá-lo. Nós temos 20 a 25 músicas escritas e estou restringindo agora. John Feldmann está produzindo. Vai ser mais um álbum punk rock do que qualquer coisa que já fizemos antes. É Social Distortion com Metallica. Com base nessa declaração, muitas pessoas foram levadas a acreditar que o disco seria literalmente um álbum de punk rock, mas Biersack esclareceu sua declaração em entrevista ao Artisan News, afirmando que "A intenção nunca foi fazer um disco de punk rock. Acho que... talvez eu devesse ter escolhido melhor minhas palavras quando disse isso. A intenção era tocar muito mais nossas influências e realmente voltar ao básico com a forma como escrevemos as músicas e falando [sic] sobre a ética mais punk rock e as coisas que sentíamos no início quando estávamos fazendo nossa própria mercadoria; viajando em um carro com, você sabe, todos nós sentados um em cima do outro em um trailer U-Haul; e, você sabe, tocando em clubes de sabão, tipo, [sic] pequenas caixas de sabão e outras coisas... Eu não queria fazer um disco estilo Stiff Little Fingers."

## Atraso no lançamento
Foi anunciado que o lançamento do álbum seria adiado de 30 de outubro de 2012 para algum momento de janeiro de 2013. Em 8 de outubro, a capa do álbum e o nome foram liberados, junto com o anúncio de que as pré-encomendas seriam lançadas no iTunes no Dia das Bruxas, 31 de outubro. A música "In the End" tornou-se disponível para compra na mesma data da pré-venda. Em 12 de dezembro, o vídeo da música "In the End" foi lançado no YouTube e recebeu mais de um milhão de visualizações em uma semana.

## Recepção
| Críticas profissionais | Críticas profissionais |
| Pontuações agregadas   | Pontuações agregadas   |
| Fonte                  | Avaliação              |
| ---------------------- | ---------------------- |
| Metacritic             | 68/100                 |
| Avaliações da crítica  |                        |
| Fonte                  | Avaliação              |
| Allmusic               | [ 19 ]                 |
| Alternative Press      | [ 20 ]                 |
| Artist Direct          | [ 21 ]                 |
| [ 22 ]                 | Kerrang!               |

O álbum recebeu críticas positivas, as críticas e os elogios se direcionaram para o conceito do álbum, os vocais de Biersack, os interlúdios, o conceito por trás da história do álbum e as letras.
O álbum alcançou o #1 no iTunes Top Charts Álbuns e o primeiro single, "In The End", alcançou o #6 no iTunes Top Rock Songs charts..
O álbum chegou a vender 47 mil unidades em sua primeira semana, chegando no número 7 no Billboard 200, tornando este primeiro sua primeira entrada no Top 10 da Billboard. "In the End" alcançou o número 39 nas paradas da Billboard Rock.

## Adaptação cinematográfica
Todo conceito do álbum foi apresentado em um longa-metragem musical chamado Legion of the Black, dirigido por Patrick Fogarty. Junto com o lançamento das informações de pré-venda do álbum, um teaser do filme completo foi postado no YouTube da banda, bem como compartilhado em sua página no Facebook. A sinopse do filme: "segue um grupo de rebeldes conhecidos como "The Wild Ones" (Os Selvagens) enquanto eles defendem seus corações, mentes e corpos contra F.E.A.R. (Medo)." O longa foi exibido no Silent Movie Theatre em Los Angeles, Califórnia, em 21 de dezembro, 22 de dezembro e 23 de dezembro de 2012 e lançado em DVD. No final, a voz de F.E.A.R., interpretada por William Control, se levanta e faz novos soldados, insinuando uma sequência. A edição especial e a edição final de Wretched and Divine incluem um DVD intitulado BVB in the Studio: The Making of Wretched and Divine, que mostra cenas dos bastidores da produção do álbum  e no filme, Biersack conta que F.E.A.R. é um acrônimo que significa "Para toda e qualquer religião."

## Faixas
| Ato 1: Hope |                                       |         |  |
| N.º         | Título                                | Duração |  |
| 1.          | "Exordium"                            | 0:25    |  |
| 2.          | "I Am Bulletproof"                    | 3:34    |  |
| 3.          | "New Years Day"                       | 3:25    |  |
| 4.          | "F.E.A.R. Transmission 1: Stay Close" | 0:35    |  |
| 5.          | "Wretched and Divine"                 | 3:37    |  |
| 6.          | "We Don't Belong"                     | 3:36    |  |
| 7.          | "F.E.A.R. Transmission 2: Trust"      | 0:20    |  |
| 8.          | "Devil's Choir"                       | 2:57    |  |
| 9.          | "Resurrect the Sun"                   | 4:34    |  |

| Ato 2: Faith   |                                                |         |  |
| N.º            | Título                                         | Duração |  |
| 10.            | "Overture"                                     | 1:38    |  |
| 11.            | "Shadows Die"                                  | 5:25    |  |
| 12.            | "Abeyance"                                     | 0:14    |  |
| 13.            | "Days Are Numbered" (Featuring Bert McCracken) | 3:40    |  |
| 14.            | "Done for You"                                 | 2:33    |  |
| 15.            | "Nobody's Hero"                                | 3:35    |  |
| 16.            | "Lost It All"                                  | 5:20    |  |
| 17.            | "F.E.A.R. Transmission 3: As War Fades"        | 0:58    |  |
| 18.            | "In the End"                                   | 3:48    |  |
| 19.            | "F.E.A.R.: Final Transmission"                 | 0:54    |  |
| Duração total: | Duração total:                                 | 51:08   |  |

| Ultimate edition bonus tracks |                |         |  |
| N.º                           | Título         | Duração |  |
| 20.                           | "Revelation"   | 3:35    |  |
| 21.                           | "Victory Call" | 3:34    |  |
| 22.                           | "Let You Down" | 3:31    |  |
| Duração total:                | Duração total: | 61:08   |  |

## Créditos
- Andy Biersack - Vocais
- Jake Pitts - Guitarra solo
- Jinxx - Guitarra base, violino, teclados
- Ashley Purdy - Baixo, backing vocals
- Christian Coma - Bateria